# NGC 1721
NGC 1721 је лентикуларна галаксија у сазвежђу Еридан која се налази на NGC листи објеката дубоког неба.
Деклинација објекта је - 11° 7' 6" а ректасцензија 4h 59m 17,4s. Привидна величина (магнитуда) објекта NGC 1721 износи 12,8 а фотографска магнитуда 13,8. NGC 1721 је још познат и под ознакама MCG -2-13-27, VV 699, IRAS 04569-1111, PGC 16484.